# Babindol
Babindol (in ungherese Babindál) è un comune della Slovacchia facente parte del distretto di Nitra, nella regione omonima.